# البياضة (مذيخرة)

تعديل مصدري - تعديل

البياضة محلة تابعة لقرية الحدود، التابعة لعزلة خولان بمديرية مذيخرة إحدى مديريات محافظة إب في الجمهورية اليمنية.، بلغ تعداد سكانها 64 حسب تعداد اليمن لعام 2004.